# Leptophatnus glabrinotor
Leptophatnus glabrinotor là một loài tò vò trong họ Ichneumonidae.